# روبن غالفان
روبن غالفان (بالإسبانية: Rubén Galván)‏ (مواليد 7 أبريل 1952) هو لاعب كرة قدم. يلعب مع منتخب الأرجنتين لكرة القدم. سبق له أن لعب في كأس العالم لكرة القدم مع منتخب بلاده.

## روابط خارجية
- روبن غالفان على موقع الاتحاد الدولي (مؤرشف)  (الإنجليزية)
- روبن غالفان على موقع الاتحاد الأوربي (الإنجليزية)
- روبن غالفان على موقع قاعدة بيانات كرة القدم.إي يو (الإنجليزية)
- روبن غالفان على موقع ناشيونال فوتبول تيمز (الإنجليزية)
- روبن غالفان على موقع عالم كرة القدم.نت (الإنجليزية)